# Escudo de Elche

Escudo de Elche. Aparece en todas sus representaciones con las torres desiguales, aunque esto no se menciona en la descripción heráldica.

El escudo heráldico de Elche es el símbolo que representa al municipio español de Elche, en la provincia de Alicante.

## Descripción
El escudo de armas de Elche se trata de un escudo ovalado y cortado en dos partes, la parte superior de gules en donde se encuentra representada la puerta de la ciudad fortificada por dos torres en oro, la parte inferior de azur, un ara de oro con el grabado SAL-AVG, acompañado a la diestra de las letras C e I, y a la siniestra con las letras I y A, todas en plata. Bordura de oro con la leyenda de sable Colonia Iulia Illice Augusta. Sobre el escudo una figura femenina, ataviada de romana, con una palma de oro en la mano derecha. Envolviendo el escudo sendas ramas de laurel, olivo y palma de sinople.

## Historia

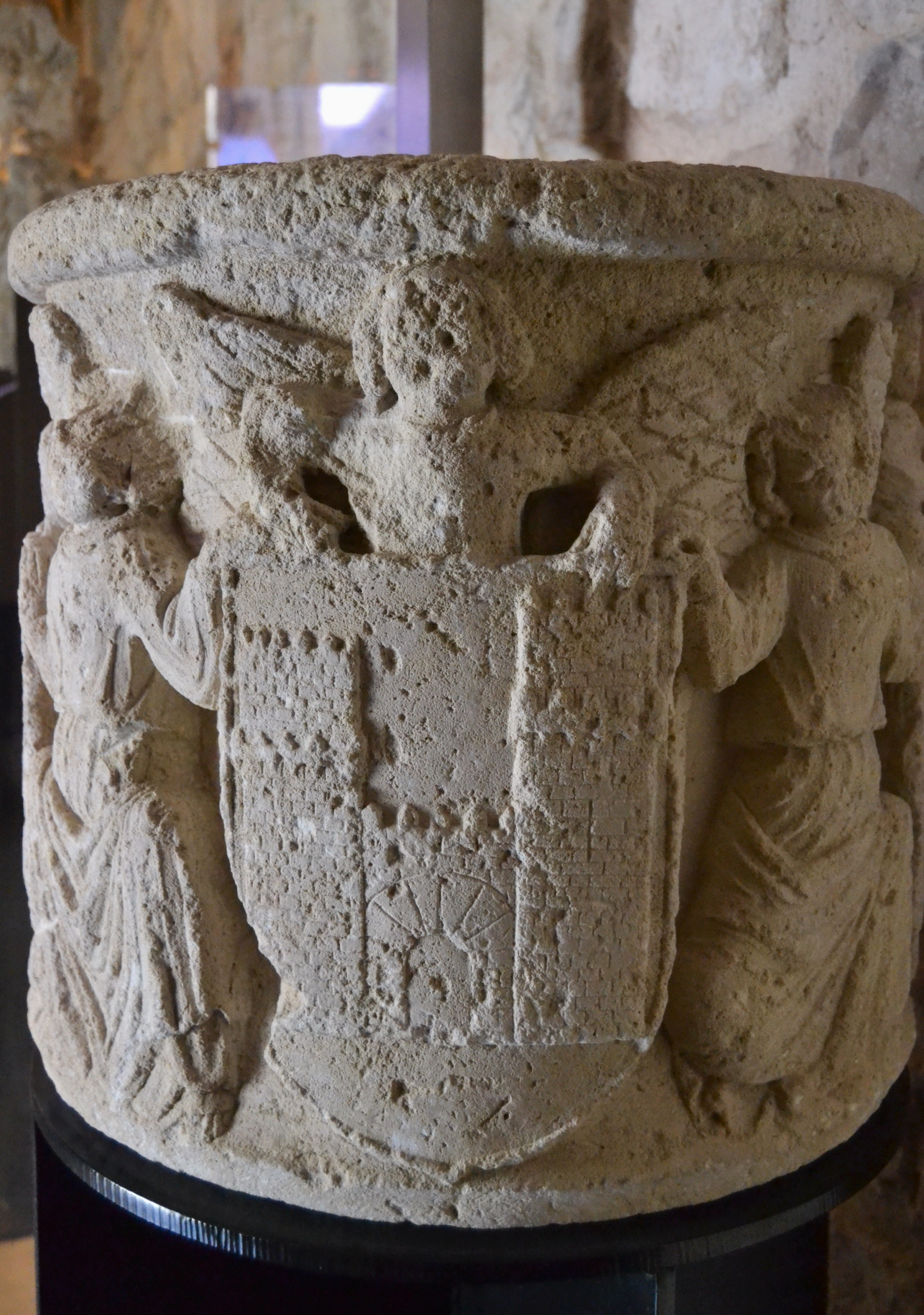
Antiguo escudo de Elche en un tambor de una cruz de término,.

El testimonio escrito más antiguo que se tiene constancia del escudo de la ciudad es el privilegio dado a Elche por el rey Alfonso X el 27 de enero de 1270, en el que concede, entre otras mercedes, el uso de sello y señera. Según el acta del Consejo celebrado en la Iglesia de Santa María esta merced estuvo aún en vigor en el año 1383. Hasta el siglo XVII el escudo estaba integrado por la puerta de la ciudad amurallada con dos torres. Es a partir de entonces que el escudo en forma ovalada se divide en dos partes, la superior con la puerta y torres en el campo de gules y el inferior con el ara y las iniciales C-I en la línea superior y I-A en el campo azur y alrededor la leyenda Colonia Iulia Illice Augusta, coronado todo el conjunto por una matrona romana con una palma en la mano.
El escudo de Elche, usado por el municipio desde el siglo XVII, fue aprobado finalmente en la resolución del 27 de febrero de 2003, por el Conseller de Justicia y Administraciones Públicas, que "rehabilita el escudo histórico de uso inmemorial del Ayuntamiento de Elche".